# Blair Drummond Safari and Adventure Park
Koordinaten: 56° 9′ 46,9″ N, 4° 2′ 10,4″ W
Der Blair Drummond Safari and Adventure Park, meist abgekürzt Blair Drummond Safari Park genannt, ist ein Safari- und Vergnügungspark, der sich in der schottischen Gemeinde Blair Drummond in der Council Area Stirling befindet. Die Großstädte Glasgow und Edinburgh sind 40 Kilometer im Südwesten bzw. 55 Kilometer im Südosten entfernt. Der privat geleitete Park ist bei der European Association of Zoos and Aquaria (EAZA) sowie der British and Irish Association of Zoos and Aquariums (BIAZA) akkreditiert und jedes Jahr von Mitte März bis Ende Dezember für den Publikumsverkehr geöffnet.

## Geschichte
Als der Safaripark am 15. Mai 1970 eröffnete, war es der einzige Safaripark in Schottland. Er wurde auf einem Areal des zum Blair Drummond House gehörenden Geländes angelegt, das sich im Besitz von Jamie Muir befindet, der auch den Park leitet. Mit der Gestaltung der Anlagen wurde der Zirkusdirektor und Safaripark-Designer Jimmy Chipperfield beauftragt. Das Eintrittsgeld bei der Eröffnung betrug 1,0 £ pro Auto und die Warteschlange erstreckte sich über mehrere Kilometer. Aufgrund des Erfolges des Parks wurden in den folgenden Jahren die Anlagen weiter ausgebaut und zusätzliche Tiere angeschafft.
1987 wurde die Anlage in das Inventory of Gardens and Designed Landscapes in Scotland aufgenommen.

## Anlagenkonzept und Tierbestand

### Safaripark
Der für geschlossene Fahrzeuge zugelassene Safaribereich bietet ausgedehnte Busch- und Grasflächen mit viel Platz für Tiere, die sich so bewegen können, wie sie sich in freier Wildbahn verhalten würden. Das Gelände ist in mehrere voneinander abgetrennte Sektionen unterteilt. Bevorzugt werden Tiergruppen so zusammengestellt, wie sie auch in ihren natürlichen Lebensräumen gemeinsam vorkommen. Schimpansen werden auf einer separaten kleinen Insel gehalten, Lemuren in einem abgeschlossenen Gebiet, das durch einen schmalen Wasserweg von den übrigen Anlagen getrennt ist.
Die Tiere haben die Möglichkeit, im Gelände bis an die Fahrzeuge heranzukommen. Ein Verlassen der Fahrzeuge ist deshalb aus Sicherheitsgründen nicht gestattet, Fenster müssen stets geschlossen bleiben, die Mitnahme von Hunden ist nicht zugelassen. Insgesamt leben im Park rund 300 Tiere. Während der Hauptteil des Parks mit Personenkraftwagen befahren wird, gibt es auch kleinere Fußgängerbereiche. Dort werden u. a. Vorführungen mit Seelöwen veranstaltet und in einer kleinen, offenen, halbkreisförmigen Arena führen Falkner Flugshows mit Greifvögeln durch.

### Vergnügungspark
Mit einem Spiel-Fort, einem Piratenschiff, Seilrutschen (Flying Fox), einem Streichelzoo und verschiedenen Spielgeräten sowie Fahrgeschäften wird im Besonderen Kindern die Möglichkeit geboten, sich zu beschäftigen. Pedalboote werden an Wasserläufen kostenlos zur Verfügung gestellt. Auf dem Gelände gibt es außerdem Barbecue- und Picknickflächen sowie mehrere Restaurants und Souvenirläden.

### Dinosaurier-Ausstellung
Im Westteil des Parks, nahe dem Blair Drummond House wurde 2020 eine Ausstellung lebensgroßer Dinosaurier-Skulpturen eröffnet.
In der Nachbildung eines prähistorischen Waldes stehen über zwanzig lebensgroße Dinosaurier-Skulpturen, darunter aus den Gattungen Velociraptor und Triceratops, außerdem ein Stegosaurus, der Kurzschwanzflugsaurier Pteranodon, ein Oviraptor mit Eigelege und ein Tyrannosaurus rex. Mit einer Länge von 21 Metern ist ein Diplodocus die größte Darstellung eines Dinosauriers im Park. Die Skulpturen wurden speziell für den Blair Drummond Safari and Adventure Park hergestellt. Sie sind aus einem inneren Stahlrahmen und einem naturgetreuen Silikonhaut-Überzug gefertigt. Die Nachbildungen werden mit Infrarotsensoren gesteuert und können eine Auswahl an Bewegungen ausüben, beispielsweise blinkende Augen, Atmung sowie Körper- und Kopfbewegungen. Sie können auch Geräusche von sich geben und sollen möglichst realistisch wirken.

## Forschungs- und Arterhaltungsprogramme
Von den im Park lebenden Arten sind viele in freier Wildbahn gefährdet. In enger Zusammenarbeit mit dem Europäischen Erhaltungszuchtprogramm (EEP) beteiligt sich der Safaripark an einer Reihe von Arterhaltungs- und Zuchtprogrammen. Außerdem werden In-situ- und Ex-situ-Erhaltungsprojekte durchgeführt. Die Forschungstätigkeit erfolgt in enger Verbindung zu vielen schottischen Universitäten, mit denen ein reger Erfahrungsaustausch stattfindet.

## Galerie
Die nachfolgende Bildauswahl zeigt einige Tiere aus dem Bestand des Blair Drummond Safari and Adventure Parks:

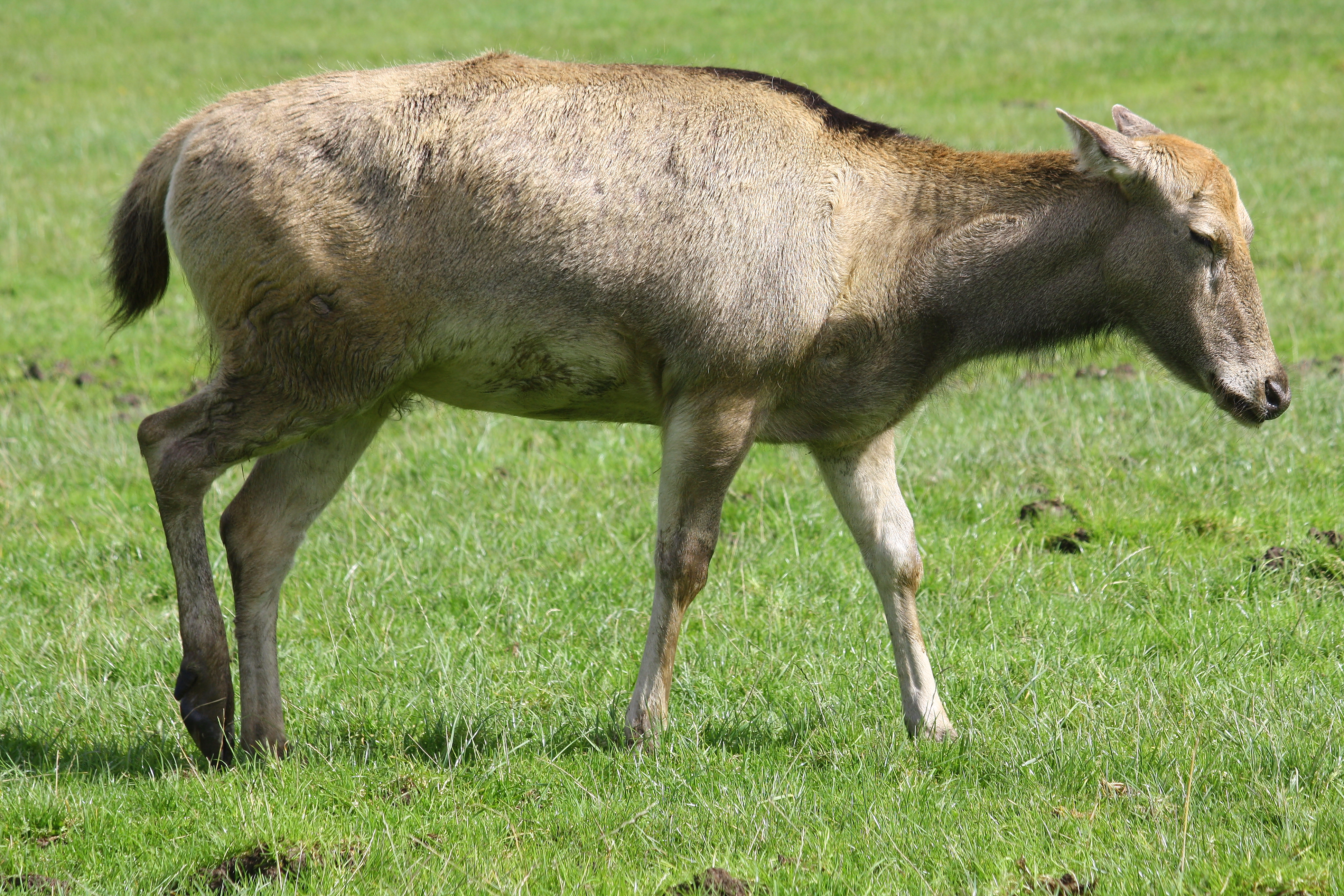
Davidshirsch, Weibchen
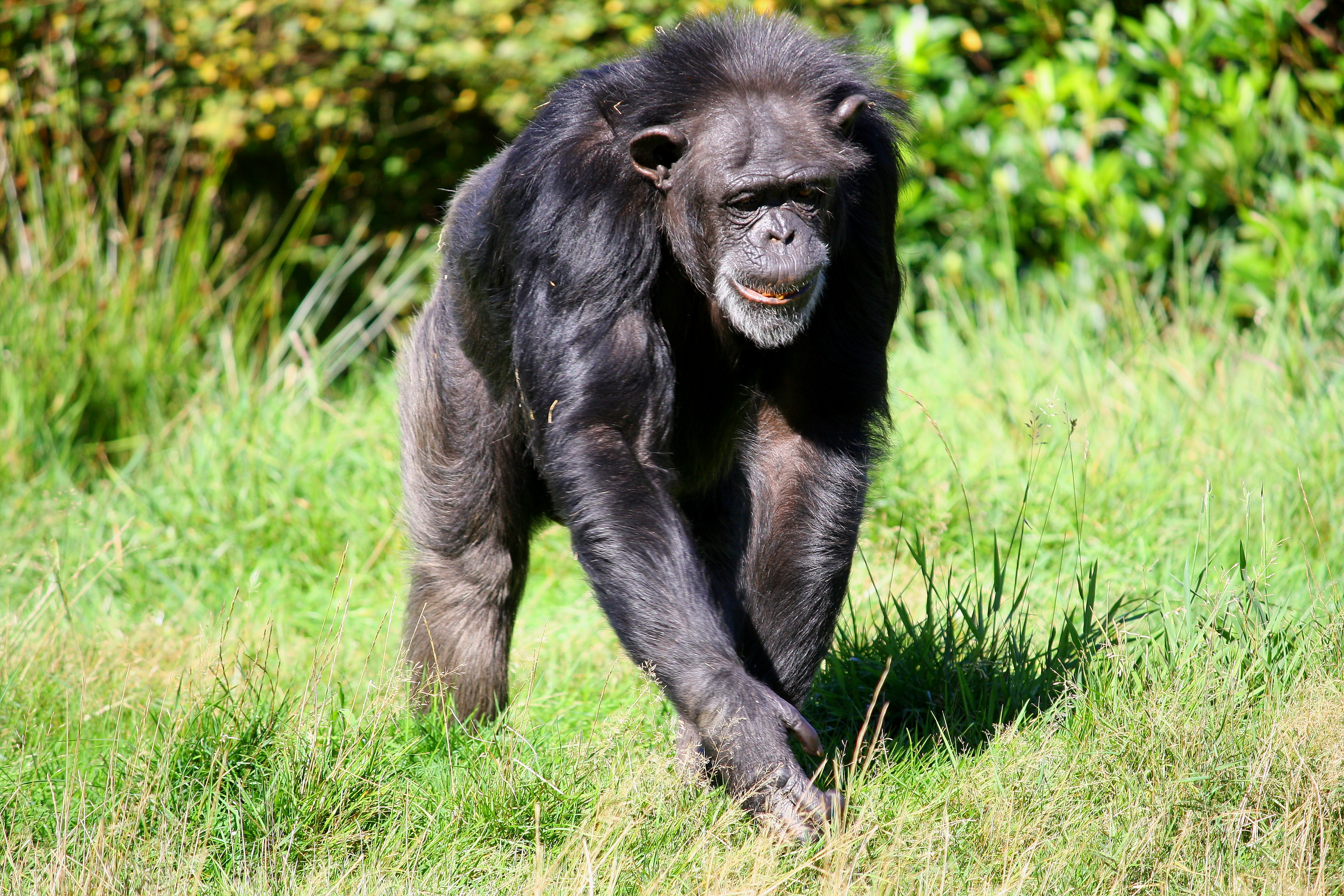
Schimpanse
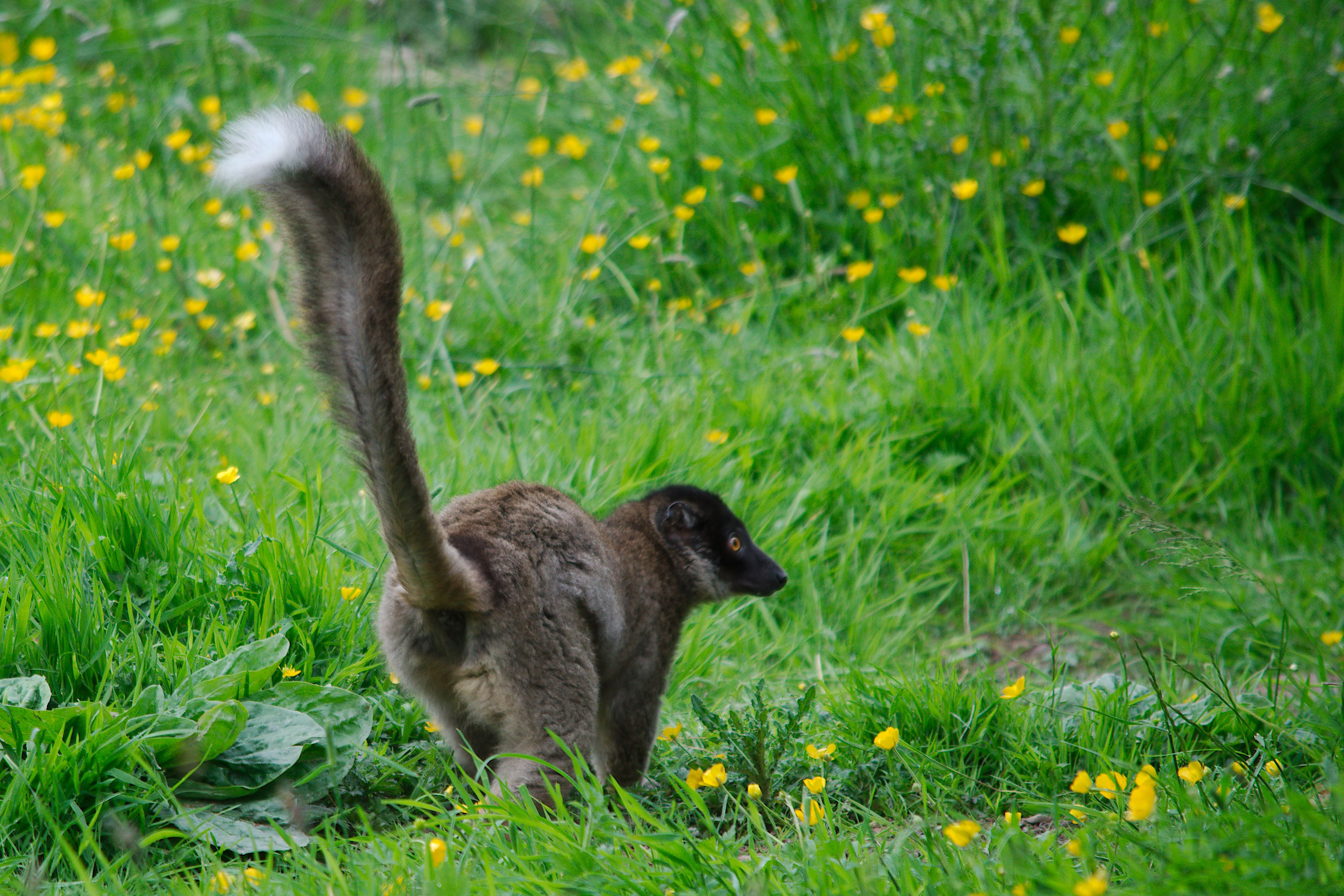
Brauner Maki
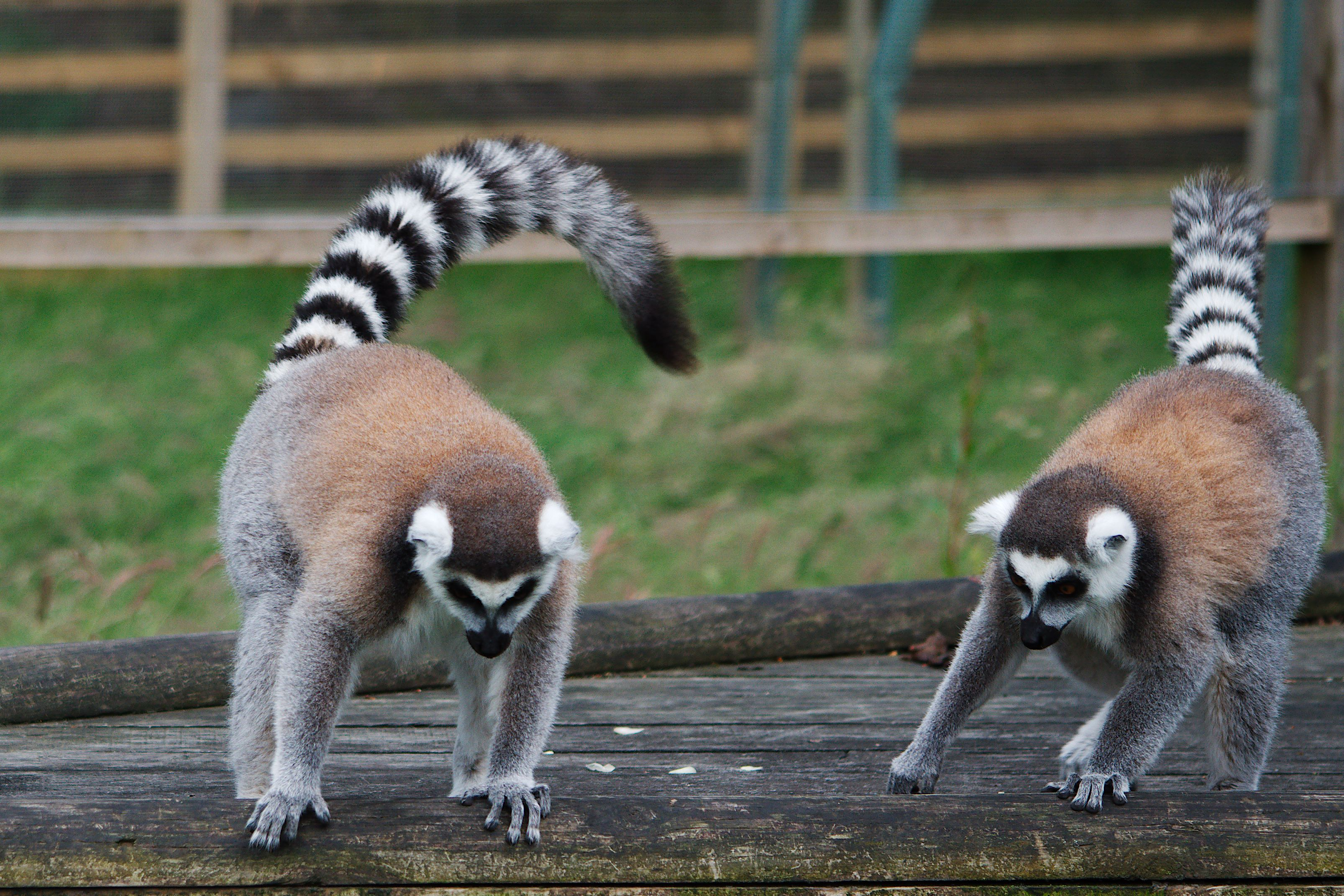
Kattas
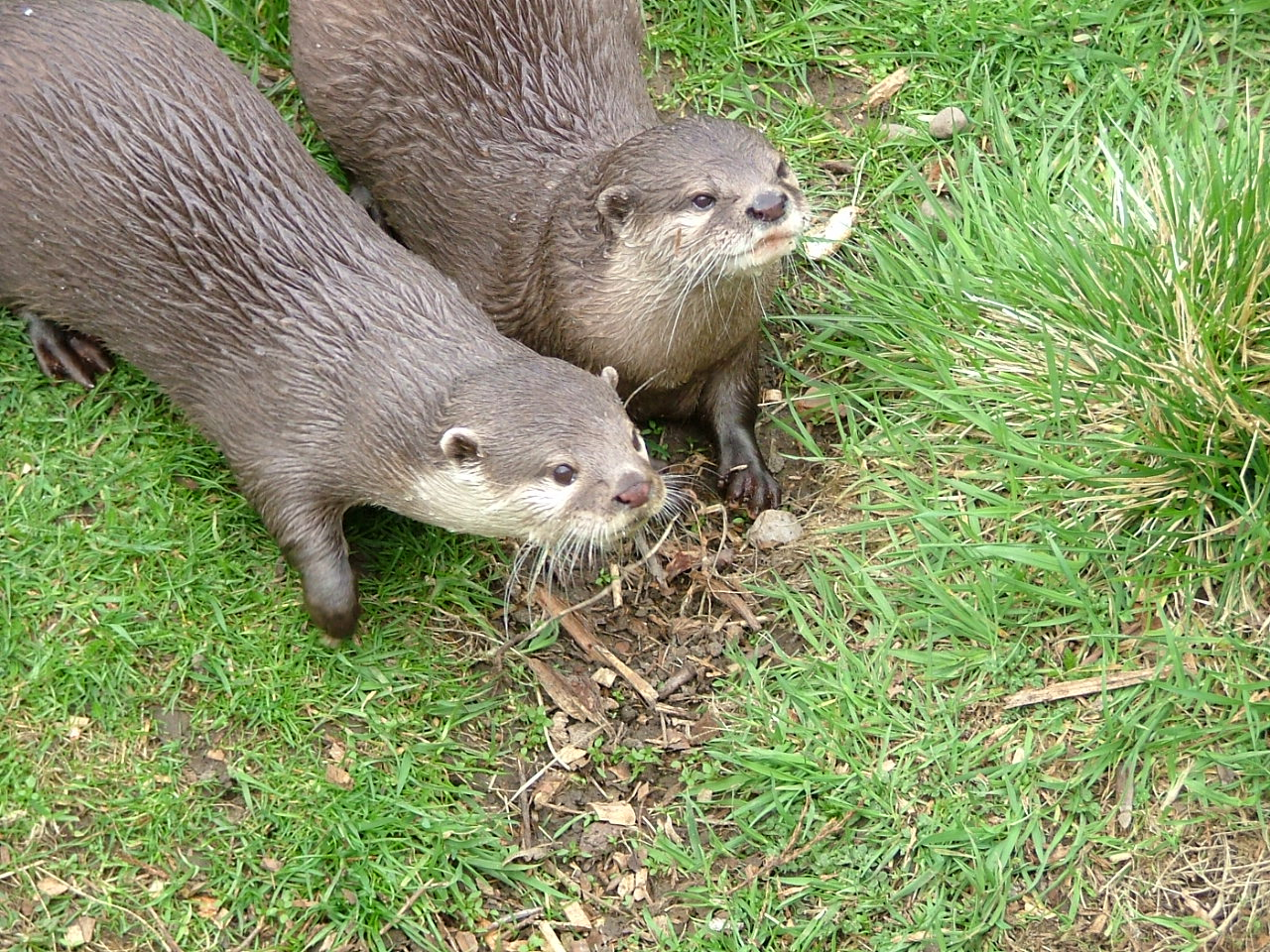
Zwergotter
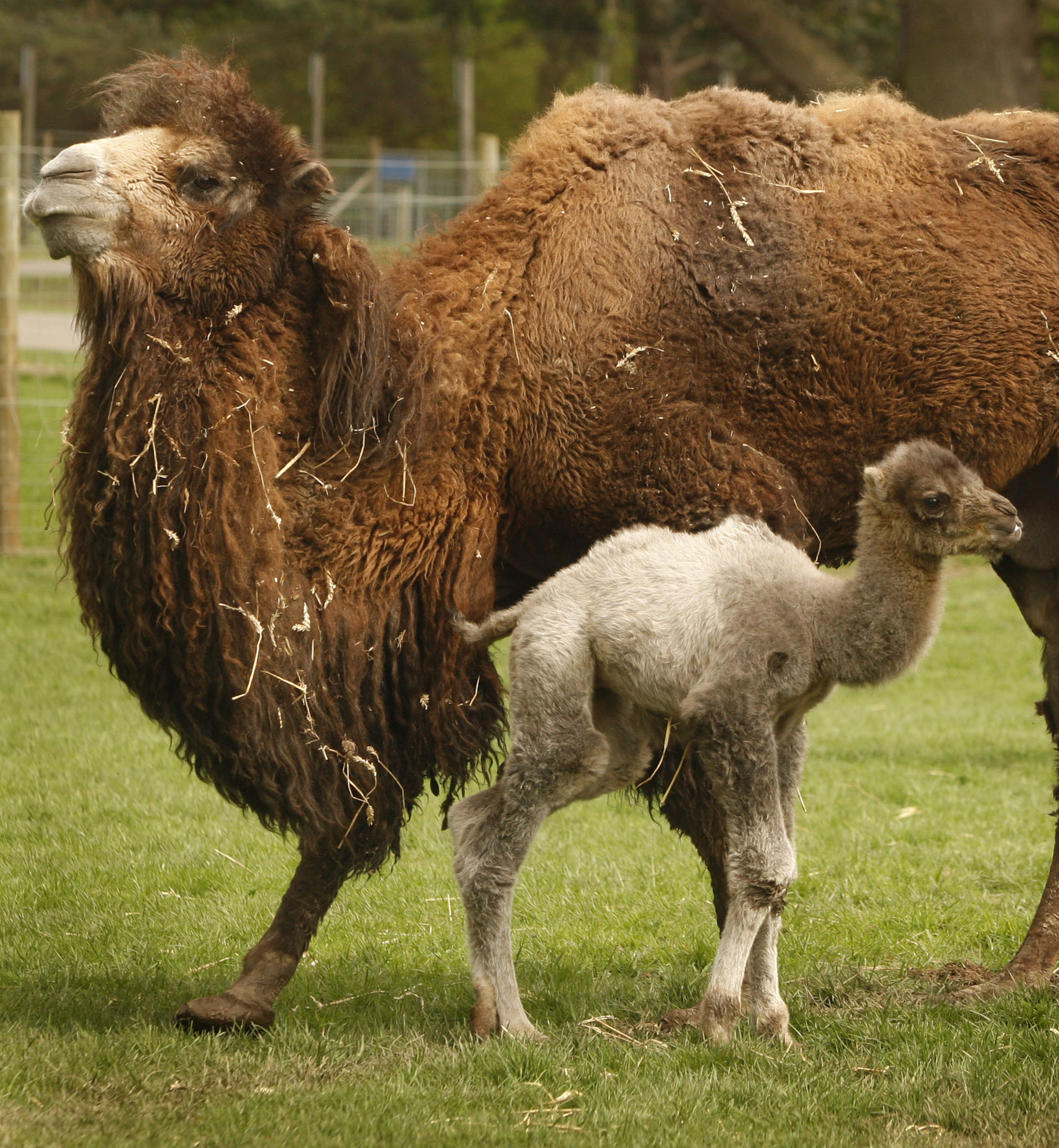
Trampeltier mit Jungtier